# Рахимов, Шавкатджон Шокирович
Шавкатджо́н Шоки́рович Рахи́мов (тадж. Раҳимов Шавкатҷон Шокирович; род. 14 августа 1994, Курган-Тюбе) — таджикский профессиональный боксёр из Академии единоборств РМК, выступающий во второй полулёгкой, в лёгкой, и в первой полусредней весовых категориях.
Среди профессионалов бывший чемпион мира по версии IBF (2022—2023) во втором полулёгком весе, бывший обязательный претендент на титул чемпиона мира по версии IBF (2019—2021), и бывший чемпион мира по версии IBO (2017—2019) во 2-м полулёгком весе. Выступал за сборную Таджикистана по боксу в первой половине 2010-х годов, трёхкратный чемпион Таджикистана, победитель и призёр многих турниров международного значения в любителях. С 2017 года Рахимов является действующим чемпионом IBO World, до этого трижды брал высшие награды WBO. В основном, в последние годы он боксирует в Екатеринбурге и Челябинске. В 2021 году соперниками Рахимова становились Сардор Музаффаров и Джозеф Диас.
Лучший спортсмен среди взрослых по неолимпийскому виду спорта в 2022 году (Таджикистан).

## Биография
Шавкатджон Рахимов родился 14 августа 1994 года в городе Курган-Тюбе Хатлонской области, Таджикистан.

### Любительская карьера
Дебютировал на международной арене в сезоне 2011 года, выступив на чемпионате мира среди юниоров в Астане.
В 2013 году одержал победу на чемпионате Таджикистана в Душанбе в зачёте первой полусредней весовой категории. Попав в основной состав таджикской национальной сборной, стал серебряным призёром Кубка губернатора в Санкт-Петербурге, выиграл Мемориал Исмаила Хамзаалиева в Худжанде, получил бронзу на Мемориале Галыма Жарылгапова в Караганде, выступил на чемпионате мира в Алма-Ате, где в 1/8 финала был остановлен киргизом Эрмеком Сакеновым.
В 2014 году вновь был лучшим в зачёте таджикского национального первенства, вновь победил на Мемориале Исмаила Хамзаалиева, выиграл бронзовую медаль на студенческом чемпионате мира в Якутске, взял серебро на Кубке мира нефтяных стран в Белоярске, уступив в финале узбеку Шахраму Гиясову.
На чемпионате Таджикистана 2015 года снова одолел всех оппонентов в первом среднем весе и тем самым завоевал золотую медаль. Помимо этого, стал серебряным призёром Мемориала Тайманова и Утемиссова в Атырау.
Пытался пройти отбор на летние Олимпийские игры 2016 года в Рио-де-Жанейро, однако на всемирной олимпийской квалификации в Баку выступил неудачно — остановился уже на стадии четвертьфиналов.

### Профессиональная карьера
Решив стать профессиональным боксёром, Рахимов покинул расположение таджикской сборной и в декабре 2015 года успешно дебютировал на профессиональном уровне. Боксировал на территории России, преимущественно в Екатеринбурге и Челябинске, подписав контракт с уральской промоутерской компанией Германа Титова RCC Boxing Promotions.
В ноябре 2016 года завоевал вакантный титул молодёжного интерконтинентального чемпиона во второй полулёгкой весовой категории по версии Всемирной боксёрской организации (WBO), который впоследствии сумел защитить один раз.
В 2017 году выиграл титул чемпиона Евразийско-тихоокеанского боксёрского совета и благодаря череде удачных выступлений удостоился права оспорить вакантный титул чемпиона мира по версии Международной боксёрской организации (IBO). Изначально его соперником должен был стать аргентинец Давид Сауседо, но тот не смог уложиться в лимит второго полулёгкого веса, и в конечном счёте в качестве претендента был выбран представитель Мексики Эмануэль Лопес (27-6-1). Противостояние между ними продлилось все отведённые 12 раундов, в итоге судьи единогласным решением отдали победу Рахимову.
Защищая полученный чемпионский титул, в 2018 году Шавкат Рахимов победил техническим нокаутом южноафриканца Малькольма Классена (33-7-2) и мексиканца Робинсона Кастельяноса.
В 2019 году снова защитил свой титул, одержав досрочную победу после четвертого отрезка времени над боксером из ЮАР Рофхива Маему.
.
Шавкат Рахимов нокаутом в восьмом раунде победил в ЮАР местного боксера Азингу Фузиле и завоевал право на чемпионский бой в первом легком весе по версии IBF.

## Статистика профессиональных боёв
В таблице перечислены результаты всех поединков боксёров.
В каждой строке указан результат поединка. Дополнительно номер поединка обозначен цветом, который обозначает итог поединка. Расшифровка обозначений и цветов представлена в нижеследующей таблице.
| Пример | Расшифровка                     |
| ------ | ------------------------------- |
|        | Победа                          |
|        | Ничья                           |
|        | Поражение                       |
|        | Планируемый поединок            |
|        | Поединок признан несостоявшимся |
| КО     | Нокаут                          |
| ТКО    | Технический нокаут              |
| PTS    | Решение судей (по очкам)        |
| UD     | Единогласное решение судей      |
| MD     | Решение большинства судей       |
| SD     | Раздельное решение судей        |
| RTD    | Отказ от продолжения боя        |
| DQ     | Дисквалификация                 |
| NC     | Поединок признан несостоявшимся |

| 19 поединков, 17 побед (14 нокаутом), 1 ничья, 2 поражение. | 19 поединков, 17 побед (14 нокаутом), 1 ничья, 2 поражение. | 19 поединков, 17 побед (14 нокаутом), 1 ничья, 2 поражение. | 19 поединков, 17 побед (14 нокаутом), 1 ничья, 2 поражение. | 19 поединков, 17 побед (14 нокаутом), 1 ничья, 2 поражение. | 19 поединков, 17 побед (14 нокаутом), 1 ничья, 2 поражение. | 19 поединков, 17 побед (14 нокаутом), 1 ничья, 2 поражение.                                                           |
| Бой                                                         | Рекорд                                                      | Дата боя                                                    | Соперник                                                    | Место проведения боя                                        | Результат                                                   | Примечание |
| ----------------------------------------------------------- | ----------------------------------------------------------- | ----------------------------------------------------------- | ----------------------------------------------------------- | ----------------------------------------------------------- | ----------------------------------------------------------- | --- |
| 20                                                          |                                                             | 17 февраля 2024                                             | Эдуардо Нуне (25-2) нокаут                                  | Душанбе, Таджикистан                                        | (12)                                                        | |
| 19                                                          | 17-1-1                                                      | 22 апреля 2023                                              | Джо Кордина (15-0)                                          | Cardiff International Arena, Кардифф, Уэльс, Великобритания | SD 12                                                       | Счёт: 116-111, 113-114, 112-115. Бой за чемпионский титул по версии IBF во 2-м полулёгком весе (1-я защита Рахимова). |
| 18                                                          | 17-0-1                                                      | 5 ноября 2022                                               | Зельфа Барретт (28-1)                                       | Etihad Arena, Абу-Даби, ОАЭ                                 | TKO 9 (10), 2:35                                            | Бой за вакантный чемпионский титул по версии IBF во 2-м полулёгком весе.                                              |
| 17                                                          | 16-0-1                                                      | 11 декабря 2021                                             | Сардор Музаффаров (4-4)                                     | КРК Уралец, Екатеринбург, Россия                            | RTD 2 (10), 3:00                                            | |
| 16                                                          | 15-0-1                                                      | 13 февраля 2021                                             | Джозеф Диас (31-1)                                          | Fantasy Springs Casino, Индио, Калифорния, США              | MD 12                                                       | Счёт: 113-115, 114-114 (дважды). Бой за вакантный титул чемпиона мира по версии IBF во 2-м полулёгком весе.           |
| 15                                                          | 15-0-0                                                      | 29 сентября 2019                                            | Азинга Фузиле (14-0)                                        | Театр Ориент, Восточный Лондон, ЮАР                         | TKO 8 (12)                                                  | Претендентский бой IBF. Рахимов стал обязательным претендентом на титул чемпиона мира.                                |
| 14                                                          | 14-0-0                                                      | 23 марта 2019                                               | Рофхива Маему (18-7-2)                                      | Академия единоборств РМК, Екатеринбург, Россия              | RTD 4 (12)                                                  | Третья защита титула чемпиона мира IBO World.                                                                         |
| 13                                                          | 13-0-0                                                      | 19 августа 2018                                             | Робинсон Кастельянос (24-13)                                | ДИВС, Екатеринбург, Россия                                  | TKO 2 (12)                                                  | Вторая защита титула чемпиона мира IBO World.                                                                         |
| 12                                                          | 12-0-0                                                      | 10 февраля 2018                                             | Малькольм Классен (33-7-2)                                  | ДИВС, Екатеринбург, Россия                                  | TKO 8 (12)                                                  | Первая защита титула чемпиона мира IBO World.                                                                         |
| 11                                                          | 11-0-0                                                      | 9 сентября 2017                                             | Эммануэль Лопез (27-6-1)                                    | Арена Трактор, Екатеринбург, Россия                         | UD 12                                                       | Завоевал вакантный титул чемпиона мира IBO World.                                                                     |
| 10                                                          | 10-0-0                                                      | 5 мая 2017                                                  | Джимми Папья (19-3-1)                                       | Арена Трактор, Екатеринбург, Россия                         | TKO 6 (10)                                                  | Рахимов в нокдауне во втором и в третьем раундах.                                                                     |
| 9                                                           | 9-0-0                                                       | 18 февраля 2017                                             | Рогельо Джун Долигуэз (21-3-2)                              | Трактор, Челябинск, Россия                                  | TKO 5 (10)                                                  | Филиппинец в нокдауне в пятом раунде.                                                                                 |
| 8                                                           | 8-0-0                                                       | 17 декабря 2016                                             | Ролдан Алдеа (10-3-1)                                       | ДИВС, Екатеринбург, Россия                                  | KO 2 (8)                                                    | |
| 7                                                           | 7-0-0                                                       | 18 ноября 2016                                              | Джерри Кастроверде (9-3)                                    | ДИВС, Екатеринбург, Россия                                  | RTD 4 (8)                                                   | |
| 6                                                           | 6-0-0                                                       | 9 сентября 2016                                             | Фарход Орипов (11-12-1)                                     | Трактор, Челябинск, Россия                                  | TKO 2 (6)                                                   | |
| 5                                                           | 5-0-0                                                       | 6 мая 2016                                                  | Александр Салтыков (дебют)                                  | ДИВС, Екатеринбург, Россия                                  | TKO 2 (6)                                                   | Салтыков трижды был в нокдауне в первом раунде.                                                                       |
| 4                                                           | 4-0-0                                                       | 1 апреля 2016                                               | Мусаиб Асадов (1-4)                                         | Etihad Arena, Абу-Даби, ОАЭ                                 | UD 6                                                        | |
| 3                                                           | 3-0-0                                                       | 27 февраля 2016                                             | Миржан Жаксылыков (9-0)                                     | Арена Rings, Екатеринбург, Россия                           | UD 4                                                        | Шавкат Рахимов в нокдауне в третьем раунде.                                                                           |
| 2                                                           | 2-0-0                                                       | 17 декабря 2015                                             | Сергей Дьячков (дебют)                                      | Водолей, Екатеринбург, Россия                               | TKO 1 (4)                                                   | |
| 1                                                           | 1-0-0                                                       | 6 декабря 2015                                              | Визита Гаирбеков (1-0)                                      | Стрелка 59, Пермь, Россия                                   | TKO 2 (4)                                                   | Профессиональный дебют Рахимова.                                                                                      |
| Бой                                                         | Рекорд                                                      | Дата боя                                                    | Соперник                                                    | Место проведения боя                                        | Результат                                                   | Примечание |